# De ljudlösa
De ljudlösa (Danska: De lydløse) är en dansk kriminal- och actionfilm som hade premiär i Danmark den 31 oktober 2024. Filmen, och som hade svensk premiär den 7 februari 2025, är regisserad av Frederik Louis Hviid efter ett manus skrivet av Anders Frithiof August.

## Handling
Filmen utspelar sig under finanskrisen 2008. En grupp män från bland annat Danmark, Sverige slår sig samman för att utföra det mest spektakulära rånet på dansk mark.

## Rollista (i urval)
- Gustav Dyekjær Giese – Kasper
- Amanda Collin – Maria
- Reda Kateb – Slimani
- Christopher Wagelin – Hasse
- Jens Hultén – Joppe
- Victor Iván – Josef